# Cyprus International 1991
Die Cyprus International 1991 im Badminton fanden vom 13. bis zum 15. September 1991 in Nikosia statt.

## Sieger und Platzierte
| Disziplin    | Gold                              | Silber                             | Bronze                                   |
| ------------ | --------------------------------- | ---------------------------------- | ---------------------------------------- |
| Herreneinzel | Tomasz Mendrek                    | Anatoliy Skripko                   | Iwan Iwanow                              |
| Herreneinzel | Tomasz Mendrek                    | Anatoliy Skripko                   | Jasen Borisov                            |
| Dameneinzel  | Neli Nedyalkova                   | Emilia Dimitrova                   | Diana Filipova                           |
| Dameneinzel  | Neli Nedyalkova                   | Emilia Dimitrova                   | Andrea Harsági                           |
| Herrendoppel | Anatoliy Skripko Stojan Ivantchev | Richárd Bánhidi Attila Nagy        | Gordon Katkowitch Torsten Kuper          |
| Herrendoppel | Anatoliy Skripko Stojan Ivantchev | Richárd Bánhidi Attila Nagy        | Tomasz Mendrek Nicolas Pissis            |
| Damendoppel  | Irina Dimitrova Neli Nedyalkova   | Diana Filipova Anetha Stambolizska | Renni Assenova Karin van Dijck           |
| Damendoppel  | Irina Dimitrova Neli Nedyalkova   | Diana Filipova Anetha Stambolizska | Csilla Fórián Andrea Harsági             |
| Mixed        | Attila Nagy Csilla Fórián         | Jasen Borisov Emilia Dimitrova     | Stephenson Sylvester Elena Christodoulou |
| Mixed        | Attila Nagy Csilla Fórián         | Jasen Borisov Emilia Dimitrova     | Richárd Bánhidi Andrea Harsági           |